# Sevilha, Espanha (foto)
Sevilha, Espanha, é uma foto em preto e branco tirada por Henri Cartier-Bresson em 1933. Ele viajou pela Espanha em 1933, que documentou com muitas fotos. Ele tirou esta foto em Sevilha, e foi uma das várias que tirou no mesmo local.
Cartier-Bresson escolheu uma seção vazia de uma parede, destruída por uma bomba, e apontou sua câmera para um grupo de crianças que brincavam alegremente ali. Ao contrário das outras fotos tiradas no local, ele cuidou para que as crianças não percebessem que estavam sendo fotografadas. Para atingir a pura espontaneidade, ele pintou de preto as partes brilhantes de sua câmera Leica.
A imagem tem uma forma geométrica forte, influenciada pelo cubismo e pelo surrealismo. Ele retrata um grupo de doze crianças, a maioria brincando naturalmente no estrondo atrás de uma parede destruída por uma bomba, de onde podem ser vistos outros edifícios danificados. A própria destruição parece ser um testemunho significativo da turbulência política da Segunda República Espanhola. A parte vazia da parede branca estucada funciona como moldura para a cena, de onde podemos ver uma criança sorridente andando de muletas, enquanto várias outras crianças se envolvem em comportamentos lúdicos. À esquerda, um menino segura um balde porque está recolhendo os escombros resultantes da destruição. Apesar de sua aparência alegre, a imagem parece representar um subcontexto político, o que faz sentido considerando que a Guerra Civil Espanhola começou somente três anos depois.
Cartier-Bresson retornaria à Espanha depois do início da Guerra Civil Espanhola e dirigiria três documentários sobre o conflito.
Existem cópias desta foto nas coleções do Museum Ludwig, em Colônia, no J. Paul Getty Museum, em Los Angeles, no Minneapolis Institute of Art e no Palmer Museum of Art.